# Kateryna Dolžykova
Kateryna Dolžykova (in ucraino Катерина Олександрівна Должикова?; Kiev, 25 settembre 1988) è una scacchista ucraina Maestro Internazionale femminile.

## Biografia
Ha giocato nella squadra vincitrice della medaglia d'argento nei World Mind Sports Games 2008. È stata la vincitrice della sezione femminile del Campionato ucraino nel 2011 e nel 2021.

## Vita privata
Il 24 luglio 2009 si è sposata con il Grande Maestro Sergej Karjakin, dal quale ha successivamente divorziato.